# Karel Kosík
Pour les articles homonymes, voir Kosik.
Karel Kosík (né le 26 juin 1926 à Prague et mort dans la même ville le 21 février 2003) était un penseur marxiste tchèque. Il est le père d'Antonín Kosík (cs), philosophe et figure du milieu underground pragois.

## Biographie
En raison de son action clandestine dans la résistance communiste, il est arrêté par la Gestapo en 1944, enfermé à la prison de Pankrác et finalement déporté au camp de concentration de Theresienstadt. Après sa libération, Karel Kosík étudie Husserl et Heidegger auprès de Jan Patočka, puis s'oriente vers le marxisme.
La Dialectique du concret (1962) est à l'origine d'une reconnaissance mondiale. Universitaire, il est l'un des dirigeants de l'Union des écrivains tchèques, où il s'occupe non seulement du Club de la pensée critique, mais aussi de deux revues.
Sa philosophie — qui doit beaucoup à Karl Marx — inspire le socialisme à visage humain de 1968. Il est victime de la répression soviétique du printemps de Prague : élu au comité central du P.C. tchécoslovaque au XIVe congrès clandestin d'août 1968, il publie Notre crise actuelle, une réflexion sur le renouveau démocratique du socialisme, puis est exclu du parti à l'automne 1969.
Il n'est pas épargné non plus par le régime capitaliste néo-libéral qui le chasse de l'Université où il venait d'être réintégré après la Révolution de velours. Cette situation s'explique par sa critique acerbe de l'idéologie oligarchique propre à la globalisation et du système capitaliste de marché qu'elle implique. À ce qu'il considère comme l'idéologie mystificatrice du nouveau pouvoir tchèque, Karel Kosík oppose une conception alternative de la démocratie[réf. nécessaire].

## Importance critique
Témoignage d'Adolfo Sánchez Vázquez, un des plus importants philosophes marxistes d'Amérique latine : 

« Nous ne connaissions alors ni l'homme ni son œuvre. Quand il nous a parlé de celle-ci - ou plus exactement, quand il nous l'a exposée… nous nous sommes rendu compte que ce délégué au Congrès, avec son air juvénile et son aspect pas très intellectuel, qui nous exposait en russe ou en français les principales thèses de son livre, et qui répondait avec vivacité et fermeté à mes doutes ou objections, était un penseur marxiste éminent. (…) Quand deux années plus tard nous avons eu l'occasion de lire l'ensemble de son livre dans la traduction italienne, nous avons compris que nous n'avions pas exagéré dans notre estimation initiale. Nous étions effectivement devant une des œuvres les plus riches en pensée, plus suggestives et plus attrayantes que nous connaissons dans la littérature marxiste. »

— Adolfo Sánchez Vázquez, « Prólogo » a Karel Kosik, Dialéctica de lo concreto, Mexico, Grijalbo, 1967, p. 10.

« Karel Kosik est non seulement un des plus importants philosophes de la deuxième moitié du XXe siècle, mais aussi un de ceux qui ont le mieux incarné l'esprit de résistance de la pensée critique. Il est aussi un des rares qui ont combattu, dans leur succession, les trois grandes forces d'oppression de l'histoire moderne : le fascisme, au cours des années 1940, le régime bureaucratique stalinien, à partir de 1956, et la dictature du marché, depuis 1989. A une époque où tant de penseurs ont abdiqué de leur autonomie pour servir les puissants de ce monde, ou se sont détournés de la réalité historique pour se livrer à des jeux de langage académiques, Kosik apparaît comme un homme debout, qui refuse de s'incliner, et qui n'hésite pas à penser, contre le courant, les grands problèmes de l'époque. »

— Michael Löwy, « Horacio Tarcus, Karel Kosik, philosophe insoumis », Le Monde, 1er mars 2004.

## Ouvrages
- La Dialectique du concret, trad. Roger Dangeville, Paris, François Maspero, 1970 ; éditions de la Passion, 1988 (Dialectics of the Concrete, trad. K. Kovanda, avec J. Schmidt, Boston, D. Reidel, Publishing Company, 1976).
- La crise des temps modernes : dialectique de la morale, éditions de la Passion, 2003.